# Максфийлд Периш
Фредерик Максфийлд Периш (на английски: Frederick Maxfield Parrish) е американски художник и илюстратор.

## Биография
Максфийлд Периш е роден през 1870 г. във Филаделфия. Баща му е гравьор и автор на пейзажи и самият той започва да рисува от малък. Учи в колежа Хавърфорд и Пенсилванската академия за изящни изкуства.
Артистичната кариера на Периш продължава десетилетия (рисува до 91-годишна възраст) и той допринася за златния век на илюстрацията в Съединените щати. Започвайки с книгата „The Walls Were as of Jasper“ на Кенет Греъм през 1897 г., Максфилд Периш илюстрира множество престижни проекти, сред които „Poems of Childhood“ на Юджин Филд (1904) и традиционните „Приказки от 1001 нощ“ (1909).
През 20-те години Периш се отказва от илюстрациите и започва да рисува фантастични пейзажи с голи женски фигури. През този период той се превръща и в най-скъпо платения художник на реклами в Съединените щати.
През 1931 г. Максфийлд Периш заявява пред Асошиейтед прес „Приключих с момичетата върху скали“, след което се концентрира върху рисуването на пейзажи. Те не успяват да спечелят популярността на по-ранните му работи.